# Championnats d'Afrique de ju-jitsu
Les championnats d'Afrique de ju-jitsu sont une compétition internationale de ju-jitsu. Ils sont organisés tous les ans par l'Union africaine de Ju-Jitsu.

## Éditions
| Édition | Année                                                      | Ville hôte                                                 | Meilleure nation |
| ------- | ---------------------------------------------------------- | ---------------------------------------------------------- | ---------------- |
| 1re     | 2010                                                       | Tunis                                                      |                  |
| 2e      | 2012                                                       | Dakar                                                      |                  |
| 3e      | 2014                                                       |                                                            |                  |
| 4e      | 2015                                                       | Kempton Park                                               |                  |
| 5e      | 2016                                                       | Benoni                                                     |                  |
| 6e      | 2017                                                       |                                                            |                  |
| 7e      | 2018                                                       | Rabat                                                      |                  |
| 8e      | 2019                                                       | Ben Guerir                                                 |                  |
| 2020    | Compétitions annulées en raison de la pandémie de Covid-19 | Compétitions annulées en raison de la pandémie de Covid-19 |                  |
| 2021    | Compétitions annulées en raison de la pandémie de Covid-19 | Compétitions annulées en raison de la pandémie de Covid-19 |                  |
| 9e      | 2022                                                       | Luanda                                                     |                  |
| 10e     | 2023                                                       | Marrakech                                                  | Angola           |
| 11e     | 2024                                                       | Marrakech                                                  |                  |